# Andrea Marlen Esser
Andrea Marlen Esser (* 30. September 1963 in München) ist eine deutsche Philosophin und Hochschullehrerin an der Friedrich-Schiller-Universität Jena.

## Leben und Wirken
Esser studierte Philosophie, Psychologie und Politikwissenschaften an der Universität München. Dort legte sie ihre Magisterarbeit über den Freiheitsbegriff bei Immanuel Kant und John Rawls ab. 1994 wurde sie in München mit der Arbeit Kunst als Symbol: Die Struktur ästhetischer Reflexion in Kants Theorie des Schönen zur Dr. phil. promoviert. 2004 habilitierte Esser sich in München für das Fach Philosophie mit der Arbeit Eine Ethik für Endliche: Kants Tugendlehre in der Gegenwart. Ab 2004 war sie als Professorin für Kunsttheorie und Semiotik an der Hochschule Pforzheim tätig, wechselte aber noch im selben Jahr auf einen Lehrstuhl für Philosophie an die RWTH Aachen. Von 2006 bis 2015 war Esser Professorin für Praktische Philosophie an der Universität Marburg. Von 2011 bis 2017 war sie Geschäftsführerin der Deutschen Gesellschaft für Philosophie. Seit 2015 hat Esser den ordentlichen Lehrstuhl für Praktische Philosophie an der Universität Jena inne. Außerdem ist sie – nach einem längeren Forschungsaufenthalt dort – assoziierter Fellow des Max-Weber-Kollegs.
Essers Forschungsschwerpunkte liegen vor allem im Werk Immanuel Kants. Davon ausgehend forscht sie jedoch auch zu den Themen Organspende, Tod und Transmortalität und setzt die Lehre Kants in Bezug zum Werk von Philosophen der Antike und der Aufklärung. Ein neuer Forschungsschwerpunkt ist der Antisemitismus, Sexismus und Rassismus  in der klassischen deutschen Philosophie. Der Rassismus in der Philosophie und ob das heutige Denken immer noch von Rassismus geprägt ist, ist für Esser ein wichtiges Forschungsgebiet.

## Persönliches
Sie ist verheiratet und hat einen erwachsenen Sohn.

## Schriften
- Kunst als Symbol. Die Struktur ästhetischer Reflexion in Kants Theorie des Schönen, Wilhelm Fink Verlag, München 1997

- Eine Ethik für Endliche. Kants Tugendlehre in der Gegenwart. Spekulation und Erfahrung, frommann-holzboog Verlag, Stuttgart 2004